# NK Kranj
Nogometni klub Zarica Kranj (tiếng Việt: Câu lạc bộ bóng đá Zarica Kranj), thường hay gọi NK Kranj or NK Zarica, là một câu lạc bộ bóng đá Slovenia ở thị trấn Kranj. Tính đến mùa giải 2018-19, họ thi đấu ở Upper Carniola League. Câu lạc bộ được thành lập năm 1974.

## Danh hiệu
- Giải bóng đá hạng ba quốc gia Slovenia: 1

2014-15
- Giải bóng đá hạng tư quốc gia Slovenia: 1

2006-07
- MNZG-Kranj Cup: 1

2005-06

## Lịch sử giải đấu kể từ năm 1991
| Mùa giải  | Giải vô địch                     | Thứ hạng |
| --------- | -------------------------------- | -------- |
| 1991-92   | MNZ Kranj (cấp độ 3)             | thứ 2    |
| 1992-93   | 3. SNL - Tây                     | thứ 12   |
| 1993-94   | MNZ Kranj (cấp độ 4)             | thứ 5    |
| 1994-95   | MNZ Kranj (cấp độ 4)             | thứ 5    |
| 1995-96   | MNZ Kranj (cấp độ 4)             | thứ 2    |
| 1996-97   | MNZ Kranj (cấp độ 4)             | thứ 5    |
| 1997-98   | MNZ Kranj (cấp độ 4)             | thứ 3    |
| 1998-99   | 3. SNL - Trung                   | thứ 11   |
| 1999-2000 | 3. SNL - Trung                   | thứ 12   |
| 2000-01   | 3. SNL - Trung                   | thứ 11   |
| 2001-02   | 3. SNL - Trung                   | thứ 12   |
| 2002-03   | 3. SNL - Trung                   | thứ 6    |
| 2003-04   | 3. SNL - Trung                   | thứ 5    |
| 2004-05   | 3. SNL - Tây                     | thứ 3    |
| 2005-06   | 3. SNL - Tây                     | thứ 13   |
| 2006-07   | Upper Carniola League (cấp độ 4) | thứ 1    |
| 2007-08   | 3. SNL - Tây                     | thứ 3    |
| 2008-09   | 3. SNL - Tây                     | thứ 6    |
| 2009-10   | 3. SNL - Tây                     | thứ 5    |
| 2010-11   | 3. SNL - Tây                     | thứ 5    |
| 2011-12   | 3. SNL - Tây                     | thứ 8    |
| 2012-13   | 3. SNL - Tây                     | thứ 11   |
| 2013-14   | 3. SNL - Tây                     | thứ 2    |
| 2014-15   | 3. SNL - Trung                   | thứ 1    |
| 2015-16   | 2. SNL                           | thứ 7    |
| 2016-17   | 2. SNL                           | thứ 8    |
| 2017-18   | 2. SNL                           | 1thứ 5   |
| 2018-19   | Upper Carniola League (cấp độ 4) | thứ 7    |